# 4.0
4.0 es el quinto álbum recopilatorio de la cantautora y productora española Mónica Naranjo, publicado el 6 de mayo de 2014 por Sony Music Spain y Legacy Recordings. El proyecto nació como una celebración Naranjo por de su cuadragésimo cumpleaños y sus veinte años que lleva de carrera, motivo por el que desarrolló este álbum en el que remasterizaba sus mayores éxitos y por el que hizo una gira que la llevó por toda España en 2014, bajo el título de "Mónica Naranjo: 4.0 Tour". El álbum recibió muy buenas críticas y consiguió ser número 1 en Itunes España.
El álbum ha sido grabado entre Barcelona y Glasgow, donde Chris Gordon, productor y multi instrumentista colaborador de Mónica desde Tarántula (2008), se ha encargado de los arreglos y mezcla. Como no podía ser de otra manera, la artista, muy perfeccionista y que siempre ha tenido claro el sonido que estas nuevas versiones 4.0 tenían que tener, ha estado involucrada en todas las fases del desarrollo del proyecto.
Por último, para capturar ese sonido que caracteriza a este álbum, la masterización ha corrido a cargo de Emily Lazar, una de las poco ingeniero de mastering que existen, con un extenso currículo que incluye a The Killers, Armin van Buuren, Garbage o Chromeo y que ha realizado el trabajo en los estudios The Lodge de Nueva York.

## Sencillos

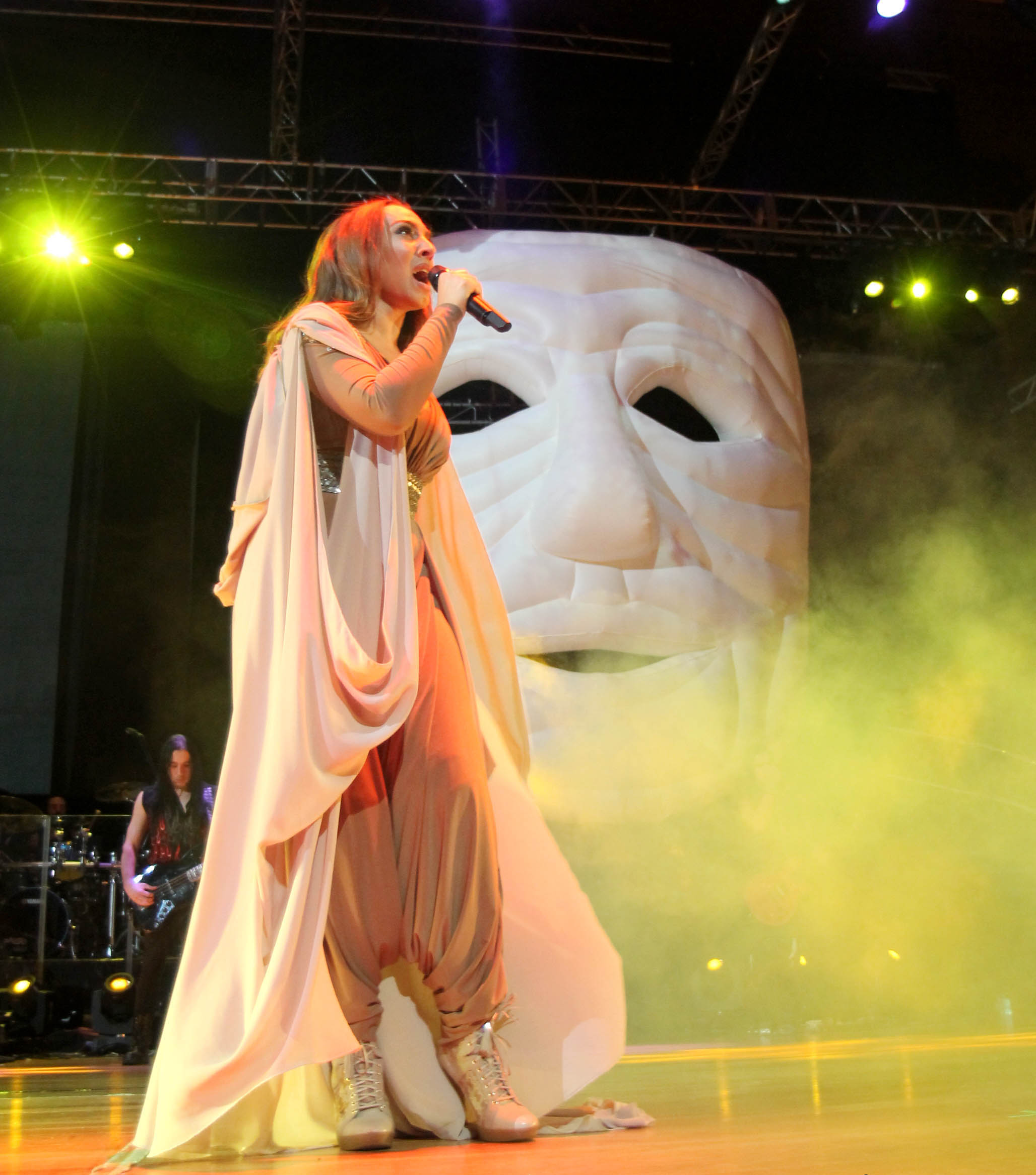
Mónica Naranjo durante la gira 4.0 Tour

### «Sólo Se Vive Una Vez» (Versión 4.0)
"Solo se vive una vez (4.0 Version)" (31/04/2014) fue la canción elegida para marcar el inicio de la cuenta atrás del retorno de Mónica Naranjo a la actualidad musical, con el lanzamiento de 4.0, un proyecto simultáneo de un álbum y una gira para celebrar su 40 cumpleaños. Además, la canción una vez liberada al mercado musical, consiguió situarse en el número 1 de Itunes España.
Una canción que vio la luz por vez primera hace 20 años en su álbum debut, Mónica Naranjo (1994), y que ha sido transformada evolutivamente en una versión 4.0 que refleja la visión que Mónica Naranjo tiene hoy día de su música ; Electro-Rock , en el que las guitarras tienen un gran protagonismo especial, a conjunto con los sintetizadores y teclados electrónicos, para dotar a la estratosférica voz de Mónica de una dimensión y una fuerza sin precedentes.
El videoclip del sencillo fue publicado el 23 de mayo de 2014, el mismo día del cumpleaños de la cantante, en la cuenta de Naranjo en YouTube. El vídeo se basa en diferentes escenas con un fondo blanco mientras interpreta la canción a la vez que intervienen diferentes fanes de la cantante que grabaron su participación anteriormente y enviaron sus respectivas participaciones al equipo de Naranjo.

#### Listas de «Solo se vive una vez (4.0 version)»
| Lista                | Posición |
| -------------------- | -------- |
| Promusicae (singles) | 4        |

## Lista de canciones
| Edición estándar |                                             |          |  |
| N.º              | Título                                      | Duración |  |
| 1.               | «Desátame / Intro» (4.0 Versión)            | 6:29     |  |
| 2.               | «Sólo se vive una vez» (4.0 Versión)        | 4:13     |  |
| 3.               | «Todo Mentira» (4.0 Versión)                | 3:59     |  |
| 4.               | «Entender el amor» (4.0 Versión)            | 6:13     |  |
| 5.               | «Europa» (4.0 Versión)                      | 6:23     |  |
| 6.               | «Pantera en libertad» (4.0 Versión)         | 4:36     |  |
| 7.               | «Usted» (4.0 Versión)                       | 4:22     |  |
| 8.               | «Kambalaya» (4.0 Versión)                   | 5:26     |  |
| 9.               | «Amor y lujo» (4.0 Versión)                 | 4:39     |  |
| 10.              | «Sobreviviré» (4.0 Versión)                 | 5:06     |  |
| 11.              | «Make You Rock (Bonus Track)» (4.0 Versión) | 3:45     |  |
| 55:28            |                                             |          |  |

## Posicionamiento

### Semanales
| Europa  |                            |            |    |    |
| España  | Top 100 álbumes            | 15/05/2014 | 1  | 1  |
| América |                            |            |    |    |
| México  | Top 100 álbumes (Amprofon) | 15/05/2014 | 54 | 54 |